# Anita Rani

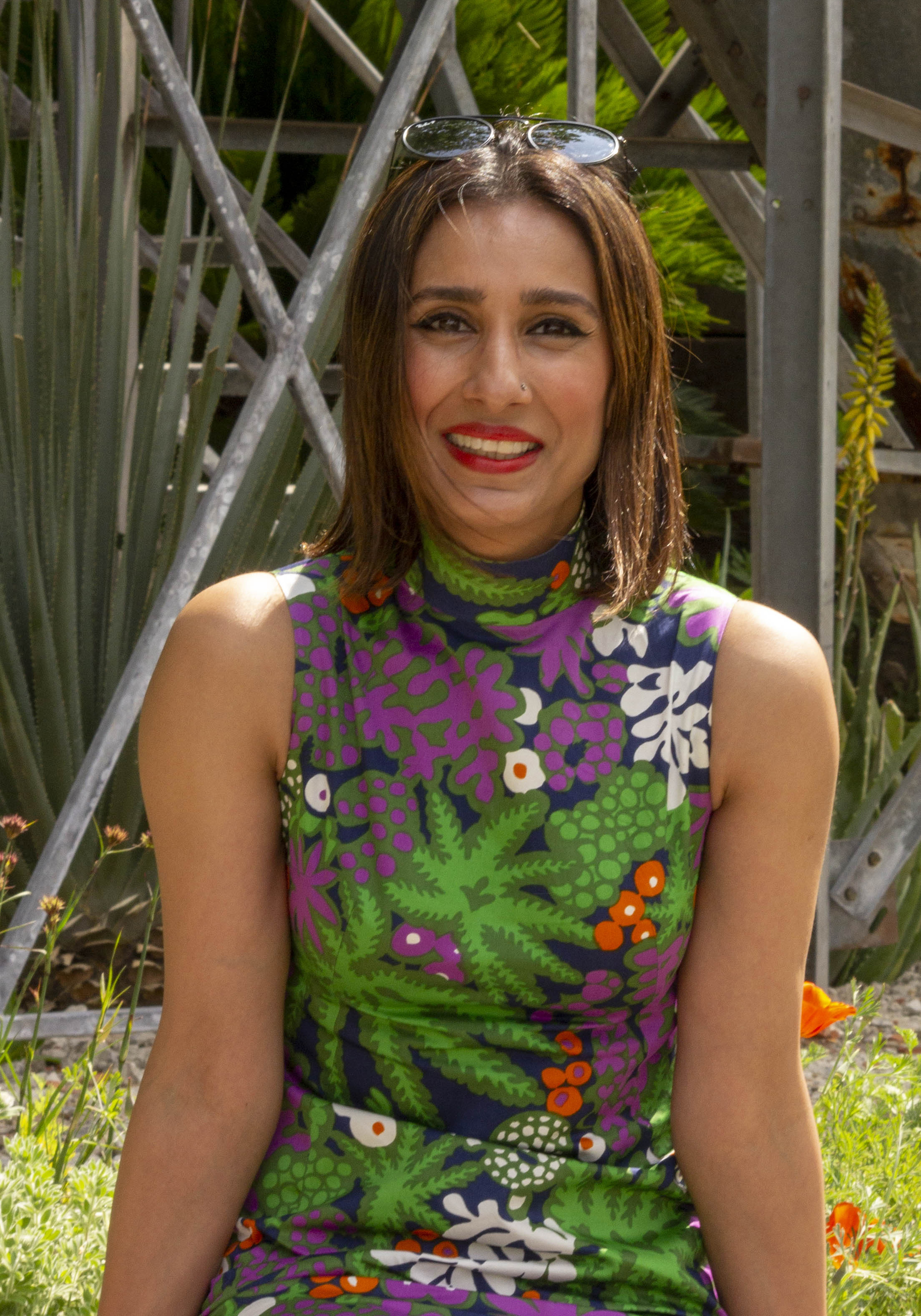
Rani in einem Flower Power Dress, 2019

Anita Rani (geb. 15. Oktober 1977 in Bradford, West Yorkshire) ist eine britische Fernseh- und Hörfunkmoderatorin, die die meiste Zeit ihrer Karriere bei der BBC gearbeitet hat.

## Leben
Ranis Mutter ist Sikh, ihr Vater Hindu. Der Vater entstammt einer Arbeiterfamilie aus Bradford, seine Familie kam in den 1950er Jahren aus dem Punjab nach England. Ihre Mutter entstammt der indischen Mittelschicht; sie kam in ihren 20ern 1976 – ein Jahr vor Ranis Geburt – nach Bradford, um Ranis Vater zu ehelichen. Rani hat einen Bruder.
Im November 2022 ernannte die University of Bradford sie zu ihrer Kanzlerin.

## Werke
- Anita Rani: The right sort of girl. Blink Publishing, London 2021, ISBN 978-1-78870-423-6 (englisch).

## Belege
1. ↑  Annie Price:  Strictly Come Dancing 2015: Who is Anita Rani? In: Sunday Express, 2. September 2015. Abgerufen am 29. Dezember 2022 (britisches Englisch).
2. 1 2 3  Jane Graham: Anita Rani: 'Asian women aren’t allowed to fail. We have to excel at everything'. In: The Big Issue. 26. Juli 2022, abgerufen am 29. Dezember 2022 (britisches Englisch).
3. ↑  Anita Rani named University of Bradford Chancellor. In: University of Bradford. Abgerufen am 9. November 2022 (britisches Englisch).

| Personendaten    | Personendaten                             |
| ---------------- | ----------------------------------------- |
| NAME             | Rani, Anita                               |
| KURZBESCHREIBUNG | britische Fernseh- und Hörfunkmoderatorin |
| GEBURTSDATUM     | 15. Oktober 1977                          |
| GEBURTSORT       | Bradford, West Yorkshire                  |